# Bernard Gregory Robinson Júnior
Bernard Gregory Robinson Junior (Washington, D.C., 26 de dezembro de 1980) é um ex-jogador de basquetebol norte-americano.

## Carreira

### NBA
Após uma carreira na Universidade de Michigan, onde ajudou a liderar os Wolverines ao título do NIT de 2004, Robinson foi escolhido na segunda rodada do draft do Charlotte Bobcats no Draft da NBA de 2004. Como calouro na 2004–05, Robinson atuou em 31 jogos, com médias de 3,0 pontos e 1,5 rebotes por jogo.
Em 3 de janeiro de 2007, Robinson foi negociado pelos Bobcats para o New Jersey Nets por Jeff McInnis.
No offseason de 2007, ele rompeu o ligamento colateral medial do joelho esquerdo. Em 29 de outubro de 2007, ele foi negociado com o New Orleans Hornets junto com Mile Ilić por David Wesley. Ambos foram imediatamente dispensados pelos Hornets.

### NBB
Em 2010, Robinson assinou com o Minas Tênis Clube no Brasil. Dois anos depois, em 2012, ele se transferiu para o Basquete Cearense.